# کانر ویکام
کانر نیل رلف ویکام (انگلیسی: Connor Neil Ralph Wickham؛ زادهٔ ۳۱ مارس ۱۹۹۳) بازیکن فوتبال اهل انگلستان است.